# Rejon tołoczyński
Rejon tołoczyński (biał. Талачынскі раён, Tałaczynski rajon, ros. Толо́чинский райо́н, Tołoczinskij rajon) – rejon w północnej Białorusi, w obwodzie witebskim. Leży na terenie dawnego powiatu sieńskiego.

## Geografia
Rejon tołoczyński ma powierzchnię 1498,56 km². Lasy zajmują powierzchnię 498,87 km², bagna 55,53 km², obiekty wodne 13,01 km².

## Herb
Herb rejonu tołoczyńskiego został ustanowiony 20 stycznia 2006 roku rozporządzeniem prezydenta Białorusi nr 36.